# Yuri Cordeiro
Yuri Sasaki Cordeiro, ou simplesmente Yuri Cordeiro (Brasília, 25 de outubro de 1974) é um atleta profissional de Wingsuit brasileiro. Ele consagrou-se vice-campeão mundial de wingsuit, no ano de 2014 em uma etapa disputada na Noruega pela World Wingsuit League. Ficou nacionalmente conhecido também por suas aparições na TV Globo para falar sobre esta modalidade, em especial no Esporte Espetacular e no Corujão do Esporte.

## Carreira como piloto de wingsuit
Em entrevista, Yuri explica que começou a saltar de paraquedas em 1994, aos 19 anos. Ele também complementa "Em 1999, no início da minha carreira como piloto, tive que diminuir bastante a frequência de saltos até me adequar à nova realidade – em termos de tempo e dinheiro. Só em 2008, de volta ao paraquedismo, é que descobri o BASE jumping, por meio de um amigo. E, no ano seguinte, fui à Europa aprender a modalidade de verdade".

## Vice-campeonato mundial de Wingsuit em 2014
Cordeiro ficou em segundo lugar no mundial de wingsuit, perdendo apenas para o norueguês Frode Johannessen, que aos 50 anos é um dos mais antigos BASE-jumpers ainda em atividade e dono de cinco títulos mundiais.
Uma prova de wingsuit é quase como uma competição de cem metros rasos do atletismo: após um sinal sonoro, dois atletas saltam lado a lado, e o primeiro a cruzar a linha de chegada, demarcada no chão, vence. Para medir os tempos, são utilizados equipamentos de altíssima precisão, que constataram que Yuri chegou apenas 13 centésimos de segundo atrás de Frode.

## Vida pessoal
É piloto de helicópteros por profissão e trabalha voando para plataformas de petróleo. Com uma escala de 15 dias de trabalho seguidos e 15 dias de folga, tem facilidade para organizar seu tempo para treinar e viajar. Na esfera familiar, Yuri é sobrinho do falecido cinco vezes campeão brasileiro e campeão pan-americano de judô Heli Sasaki.